# Mpanda (Tanzania)
Mpanda es una ciudad de Tanzania, capital de la región de Katavi en el oeste del país. Dentro de la región, forma una subdivisión equiparada a un valiato y es al mismo tiempo la sede administrativa del vecino valiato rural homónimo sin pertenecer al mismo.
En 2012, la ciudad tenía una población total de 102 900 habitantes.
Se ubica unos 250 km al sureste de Kigoma, sobre la carretera B8 que lleva a Kasama.

## Subdivisiones
El territorio de la ciudad se divide en las siguientes katas:
- Ilembo
- Kakese
- Kashaulili
- Kawajense
- Makanyagio
- Misunkumilo
- Mpanda Hotel
- Nsemulwa
- Shanwe